# Équipe d'Australie de rugby à XV au tri-nations 2001
L'Équipe d'Australie de rugby à XV au tri-nations 2001 est composée de 33 joueurs. Elle termine première de la compétition avec 11 points, deux victoires, un match nul et une défaite. C'est le deuxième titre des Wallabies dans la compétition.

## Résultats
| 28 juillet 2001 14 h 00 | Afrique du Sud                                   | 20 – 15 (14 - 0) | Australie                      | Loftus Versfeld, Pretoria Arbitre : Dave McHugh |
| 28 juillet 2001 14 h 00 | Essai(s) : Skinstad Pénalité(s) : van Straaten 5 |                  | Pénalité(s) : Burke 4, Edmonds | Loftus Versfeld, Pretoria Arbitre : Dave McHugh |
| 28 juillet 2001 14 h 00 |                                                  |                  |                                | Loftus Versfeld, Pretoria Arbitre : Dave McHugh |

| 11 août 2001 14 h 00 | Nouvelle-Zélande                                                         | 15 – 23 (5 - 10) | Australie                                                                             | Carisbrook, Dunedin Arbitre : Steve Lander |
| 11 août 2001 14 h 00 | Essai(s) : Lomu, Wilson Transformation(s) : Mehrtens Pénalité(s) : Brown |                  | Essai(s) : Burke, essai de pénalité Transformation(s) : Burke 2 Pénalité(s) : Burke 3 | Carisbrook, Dunedin Arbitre : Steve Lander |
| 11 août 2001 14 h 00 |                                                                          |                  |                                                                                       | Carisbrook, Dunedin Arbitre : Steve Lander |

---
| 18 août 2001 14 h 00 | Australie                             | 14 – 14 (3 - 8) | Afrique du Sud                                  | Subiaco Oval, Perth Arbitre : Steve Walsh |
| 18 août 2001 14 h 00 | Essai(s) : Grey Pénalité(s) : Burke 3 |                 | Essai(s) : Andrews Pénalité(s) : van Straaten 3 | Subiaco Oval, Perth Arbitre : Steve Walsh |
| 18 août 2001 14 h 00 |                                       |                 |                                                 | Subiaco Oval, Perth Arbitre : Steve Walsh |

---
| 1er septembre 2001 14 h 00 | Australie                                                                                      | 29 – 26 (19 - 6) | Nouvelle-Zélande                                                                    | Stadium Australia, Sydney Arbitre : Tappe Henning |
| 1er septembre 2001 14 h 00 | Essai(s) : Kefu, Chris Latham Transformation(s) : Burke, Flatley Pénalité(s) : Burke 4, Walker |                  | Essai(s) : Alatini, Howlett Transformation(s) : Mehrtens 2 Pénalité(s) : Mehrtens 4 | Stadium Australia, Sydney Arbitre : Tappe Henning |
| 1er septembre 2001 14 h 00 |                                                                                                |                  |                                                                                     | Stadium Australia, Sydney Arbitre : Tappe Henning |

## Classement
| Rang | Pays             | J | V | N | D | Bo | Bd | Pm | Pe | Diff | Pts |
| ---- | ---------------- | - | - | - | - | -- | -- | -- | -- | ---- | --- |
| 1    | Australie (T)    | 4 | 2 | 1 | 1 | 0  | 1  | 81 | 75 | +6   | 11  |
| 2    | Nouvelle-Zélande | 4 | 2 | 0 | 2 | 0  | 1  | 79 | 70 | +9   | 9   |
| 3    | Afrique du Sud   | 4 | 1 | 1 | 2 | 0  | 0  | 52 | 67 | -15  | 6   |

|  | Vainqueur de la compétition (no 1). |
|  | T : Tenant du titre 2000            |

Attribution des points : victoire sur tapis vert : 5, victoire : 4, match nul : 2, défaite : 0, forfait : -2 ; plus les bonus (offensif : 3 essais de plus que l'adversaire ; défensif : défaite par 7 points d'écart ou moins).
Règles de classement : ?

## Composition de l'équipe
L'équipe était entraînée par Eddie Jones. Les joueurs suivants ont joué pendant ce Tri-nations 2001.

### Première ligne
- Brendan Cannon (1 match, 1 comme remplaçant)
- Ben Darwin (4 matchs, 4 comme remplaçant)
- Michael Foley (4 matchs, 4 comme titulaire)
- Rod Moore (4 matchs, 4 comme titulaire)
- Nick Stiles (4 matchs, 4 comme titulaire)

### Deuxième ligne
- John Eales (4 matchs, 4 comme titulaire)
- David Giffin (2 matchs, 2 comme titulaire)
- Justin Harrison (2 matchs, 2 comme titulaire)

### Troisième ligne
- Matthew Cockbain (4 matchs, 4 comme remplaçant)
- Owen Finegan (4 matchs, 4 comme titulaire)
- Toutai Kefu (4 matchs, 4 comme titulaire, 1 essai, 5 points)
- David Lyons (1 match, 1 comme remplaçant)
- George Smith (4 matchs, 4 comme titulaire)
- Phil Waugh (3 matchs, 3 comme remplaçant)

### Demi de mêlée
- George Gregan (4 matchs, 4 comme titulaire)

### Demi d’ouverture
- Manuel Edmonds (1 match, 1 comme remplaçant, 1 pénalité, 3 points)
- Elton Flatley (3 matchs, 2 comme remplaçant, 1 comme titulaire, 1 pénalité, 3 points)
- Stephen Larkham (3 matchs, 3 comme titulaire)

### Trois-quarts centre
- Graeme Bond (1 match, 1 comme remplaçant)
- Dan Herbert (4 matchs, 4 comme titulaire)
- Nathan Grey (4 matchs, 4 comme titulaire, 1 essai, 5 points)

### Trois-quarts aile
- Chris Latham (4 matchs, 2 comme remplaçant, 2 comme titulaire, 1 essai, 5 points)
- Joe Roff (4 matchs, 4 comme titulaire)
- Andrew Walker (3 matchs, 1 comme remplaçant, 2 comme titulaire, 1 pénalité, 3 points)

### Arrière
- Matt Burke (4 matchs, 4 comme titulaire, 1 essai, 3 transformations, 14 pénalités, 53 points)